# Horacio Arredondo
Horacio Arredondo de Navas (Montevideo, 23 de abril de 1888-1 de abril de 1967) fue un historiador, escritor y silvicultor uruguayo, al que se debe, entre otras cosas, la restauración de importantes monumentos históricos y la creación del parque nacional de Santa Teresa en el departamento de Rocha.

## Cronología
Nació en Montevideo el 23 de abril de 1888. Fueron sus padres José Horacio Arredondo y María de Navas, siendo el primogénito de tres varones. Su madre falleció de fiebre tifoidea cuando él tenía siete años, al poco de dar a luz a su hermano Alberto. Principal histórico de la época de rescate del patrimonio. Llamado el Violet Le Duc uruguayo.
Residió sus primeros años en su casa natal de la calle Arapey (hoy calle Río Branco) entre Avenida Uruguay y la calle Paysandú, quedando a cargo de su abuela paterna y de sus tías maternas Amelia y Lucía.
El padre hizo construir una casa en un terreno que había adquirido en un remate, en la calle Garibaldi N° 405 esquina Montecaseros. Y es así que acompañados de Juanita Ojeda, parienta por línea paterna, mujer de fuerte carácter a quien él admiraba, se mudaron a la casa quinta. Tenía dos grandes patios y un vasto terreno donde los tres hermanos jugaban a solaz.
En 1895 hizo sus primeras letras en el colegio de Dorita Castell, siendo sus maestras las señoritas de Lagomarsino.
En 1899 ingresó en el colegio Seminario de Montevideo, como medio pupilo durante un año y pupilo después. Relata en sus memorias que iba acompañado por el quintero Ambrosio, en tren de caballos.
En 1901, a causa de un pelotazo jugando al fútbol con sus compañeros, recibió un severo golpe en el ojo derecho. Su médico de cabecera, el Dr. Luis Demicheri, aconsejó al padre que suspendiera sus estudios. Este diagnóstico fue corroborado por el Dr. Joaquín de Salterain. Bajo estas circunstancias, su padre lo envió a la estancia de un amigo, Martínez Buela, cuya señora había sido la mejor amiga de su madre. Pasó un año y medio desempeñando todas las tareas de campo. Al comprobar su gusto por éste, su progenitor le arrendó 600 cuadras, divididas en seis potreros, entre Suárez y Pando, sobre el Arroyo Las Piedritas. Tenía quince años. Lo poblaron con ganado y poco a poco fue juntando un lote de caballos.
En 1906, ya en Montevideo se incorporó al recientemente creado Ministerio de Trabajo e Industrias e Instrucción Pública, como auxiliar, pasando en un corto período a Secretario de Comisiones, demostrando capacidad para atender diecisiete comisiones a la vez.
Acumulando licencias, en 1910 salió a recorrer la campaña, añorando los tiempos vividos en ella. Así recorrió los diecinueve departamentos del Uruguay a caballo, pernoctando en las comisarías. Se convirtió, a la vez, en un lector incansable y voraz. Comenzando por los clásicos, pasando de lleno al estudio de la historia, arqueología, flora y fauna de la región.
En 1912 se casó con María Celia Deque, hija de emigrantes alsaciano-franceses, pasando a residir en la quinta de su padre en la calle Garibaldi, y en 1913 nace María Celia Marta, su primera hija, quien se convertiría en una fiel compañera, sobre todo en los comienzos de la restauración de la Fortaleza de Santa Teresa.
En 1916 nació su segundo hijo, al que bautizó con el nombre de José Miguel. Para entonces era el director de Oficinas y Marcas de Fábrica y de Comercio.
En 1917 realizó su primer viaje a Rocha acompañado de su amigo César Ferreira. Después de atravesar difíciles caminos y experimentar innumerables contratiempos arribó a la Fortaleza de Santa Teresa, efectuando el siguiente comentario: "La impresión que recibí del arcaico monumento fue profunda. Aquella obra del hombre que tanto decía de su capacidad para crear, abandonada en la inmensidad de los campos despoblados, estaba amenazado de ser sepultada por las arenas, cuya obra arrolladora me pareció difícil de contener. Me propuse de inmediato tres objetivos; escribir su historia, realizar su restauración y contener las dunas con plantaciones apropiadas".
En este mismo año concurrió al Archivo Histórico Nacional, presidido por don Luis Carve, al Archivo de la Nación Argentina, los de Río Grande, Río de Janeiro y los españoles de Sevilla e Indias y al Museo Británico, con el fin de reunir los datos desperdigados dentro de esta vasta bibliografía. Asimismo visitó el Fuerte de San Miguel; la fuerza de la naturaleza lo había invadido y su destrucción era total. Lo rodeaba un monte criollo que era necesario preservar de los continuos cortes de leña.
En 1918 realizó varios viajes más y pernoctó en casa del corresponsal del periódico rochense "La Democracia" el señor Máximo Vogler.
En 1919 logró interesar en sus proyectos al Presidente Baltasar Brum, con el que lo unía una gran amistad. En abril de 1920, Brum viajó hacia la Fortaleza de Santa Teresa con una extensa comitiva. Una vez en el lugar, gratamente impresionado, comisionó a Horacio Arredondo para comenzar la restauración junto con el arquitecto Fernando Capurro y el Jefe de la Oficina de Construcciones Militares, coronel arquitecto Alfredo R. Campos.
En 1923 comenzó la restauración de la Fortaleza de Santa Teresa con un grupo de doce soldados de la unidad destacada en el departamento de Rocha. Al mismo tiempo llegaron pequeños árboles para las plantaciones destinadas a fijar las dunas que constantemente cubrían el monumento histórico.
En 1925, Arredondo fue designado Director Honorario del Museo Histórico Municipal de Montevideo, fundado por Alberto Gómez Ruano.
Entre 1927 y 1930 fue nombrado Miembro de Número y luego Miembro de Honor del Instituto Histórico y Geográfico del Uruguay, dirigiendo la publicación de la revista de la institución.
En el mes de abril de 1929, junto al expresidente Brum, hallaron en la cima del Cerro Árido, dentro de lo que ahora es el parque nacional de Santa Teresa, una piedra en forma de corazón, conocida como Corazón de Alúa, dentro de una geoda herméticamente cerrada. Esta pieza de incalculable valor histórico motivó la creación de esta reserva natural con sus actuales características, motivo por el cual habría de solicitar con los años, a la Comisión Administradora del Parque, la creación de una ermita laica en el mismo lugar del hallazgo. La propuesta fue aceptada en la sesión N.º.320 celebrada el 30 de noviembre de 1962.
1930: los trabajos en la Fortaleza requieren la presencia permanente de Arredondo, trasladándose al lugar con su esposa e hijos. Una vez realizada la contención de las arenas con plantaciones apropiadas (cientos de variedades europeas), dirige la realización de los caminos internos del parque. Luego se suman las diferentes edificaciones que componen hoy la Capatacía, el Sombráculo y el Invernáculo, enriquecidos con plantas exóticas traídas de diferentes países.

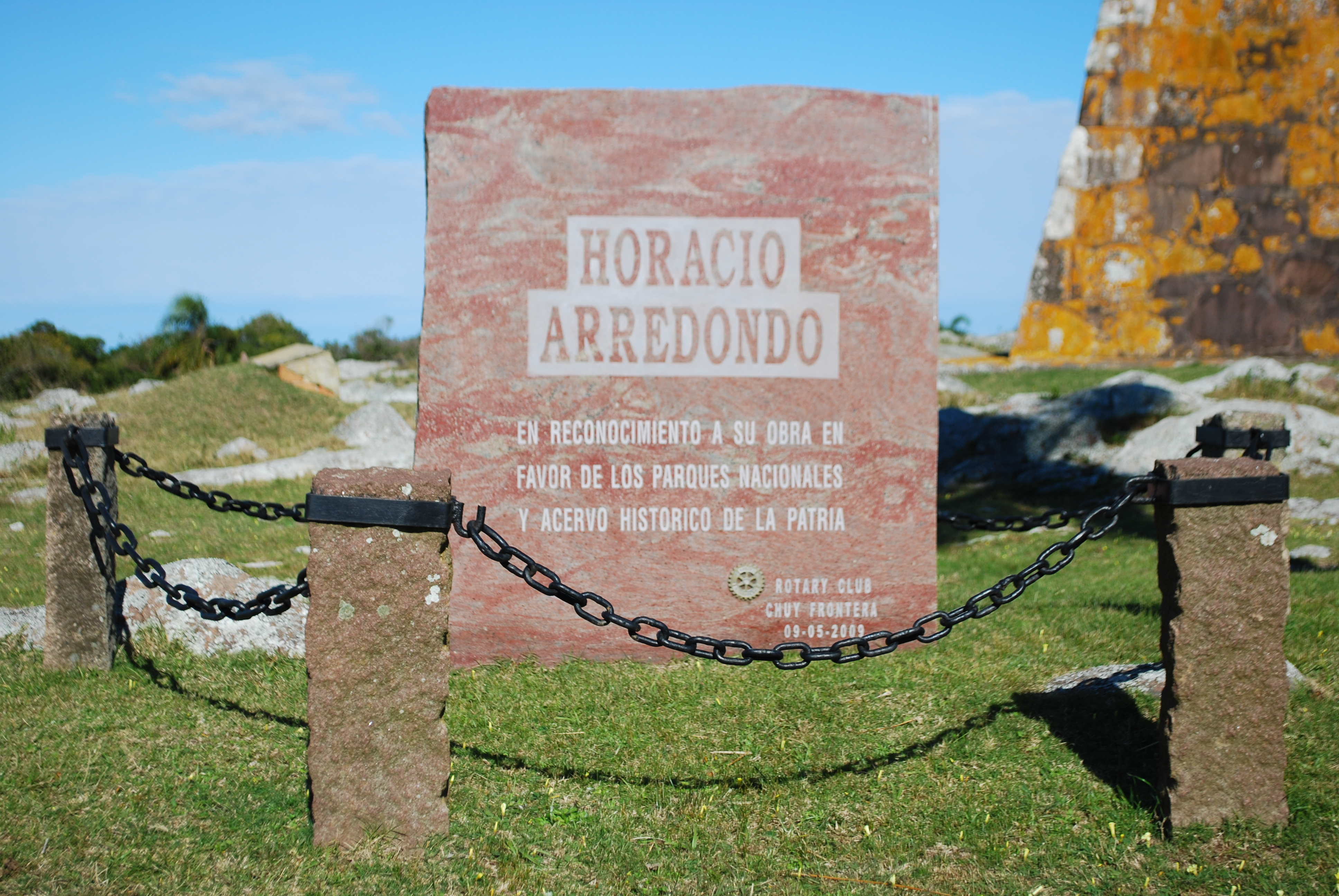
Placa de reconocimiento a Horacio Arredondo en la puerta del Fuerte de San Miguel, departamento de Rocha, Uruguay.

En 1937 fue designado Director de la Comisión Nacional de Turismo, cargo que desempeñó hasta 1954. Propugnó una práctica del turismo que contribuyera a potenciar los elementos de la tradición en novedad para el visitante, demostrando una singular capacidad para integrar el conocimiento académico con estrategias de mercado. En este año inició las obras de restauración del Fuerte de San Miguel, en el mismo departamento de Rocha, en la frontera con Brasil.
En 1940, durante el gobierno del general arquitecto Alfredo Baldomir, comenzó las obras de restauración de la Casa Posta del Chuy, en el departamento de Cerro Largo. Si bien es de destacar la reconstrucción de época de la casa, caballerizas y pulpería, la importancia radica en la construcción del puente, único en América en estas condiciones, que obligaba a detenerse ante una gruesa cadena y a pagar un peaje para poder cruzarlo.
Incansable lector, sus últimos años los dedicó a escribir, siendo en 1962 su última publicación, La Provincia Cisplatina. Aún se conservan escritos suyos sin publicar.
En 1965 le confirieron la medalla "Al Mérito Turístico", en reconocimiento a su labor realizada.
Falleció el 1° de abril de 1967 poco antes de cumplir los ochenta años y sus restos descansan en el parque nacional de Santa Teresa, frente a la capatacía, debajo del monolito erigido en memoria de su obra.

## Homenajes
- El Día del Patrimonio de 2002 homenajeó al Prof. Arredondo; también se emitió un sello conmemorativo.[2]